# Cathédrale Saint-Nicolas de České Budějovice
La cathédrale Saint-Nicolas (en tchèque : Katedrála svatého Mikuláše) est une cathédrale catholique romaine située dans la ville de České Budějovice en République tchèque.

## Histoire
La première pierre de l'église de České Budějovice a été posée vers 1265, peu de temps après la fondation de la ville. L'église Saint-Nicolas fut consacrée en 1297, bien qu'inachevée. L'achèvement de l'édifice a probablement eu lieu vers le milieu du XIVe siècle. L'église a été reconstruite à plusieurs reprises. Au XVIe siècle, l'église se dote d'un nouveau clocher appelé la Tour Noire. Au XVIIe siècle, une reconstruction lui donna son aspect baroque actuel. L'église a un plan à trois nefs avec des intérieurs du XVIIIe siècle. En 1785, l'intérieur fut rénové lorsque l'église fut élevée au rang de cathédrale en raison de la création du diocèse de České Budějovice.
A côté de l'église se trouvait un cimetière qui fut utilisé du Moyen Âge jusqu'en 1784, lorsque le décret de Joseph II interdit de nouvelles inhumations. 